# Andreï Gortchiline
Andreï Ivanovitch Gortchiline (en russe : Андрей Иванович Горчилин), né le 31 août 1886 à Marino dans l'ouiezd de Rouza (Gouvernement de Moscou) et mort le 22 juillet 1956 à Moscou (URSS), est un acteur de cinéma soviétique.

## Biographie
Andreï Ivanovitch Gortchiline naît dans une famille paysanne le 31 août 1886 dans le village de Maryino, district de Ruzsky, province de Moscou.
Il est diplômé de l'école de la ville, et du département de sculpture aux ateliers d'art et techniques supérieurs de Moscou (1928). Ouvrier en mécanique aux ateliers du chemin de fer Moscou-Kazan, lors du soulèvement armé de décembre 1905 à Moscou, il prend la tête de l'équipe de combat des cheminots. En 1906-1912, il travaille pour le parti à Kiev, Moscou, Saint-Pétersbourg, Simbirsk. En 1912-1917, il s’exile en Belgique et en France, où il s’intéresse à la sculpture et étudie avec Rodin.
Il prend part à la révolution d'Octobre 1917 à Moscou dans les rangs de la Garde rouge du district de Lefortovsky, et pendant la guerre civile de 1918-1920 dans une unité des forces spéciales.

### Cinéma et télévision
La filmographie et la liste des projets télévisés auquels il participe  comprend environ 10 œuvres, parmi lesquelles : Siberians (1940), The Great Comforter (1933) et Simple Case (1930). Andrei Gorchilin apparaît dans des émissions de télévision et des projets cinématographiques en tant qu'acteur, ainsi que scénariste, de 1919 à 1940. 
Ses premières apparitions : Iron Heel (1919) - rôle : Jackson, In the Days of Struggle (1920) et Gang of Father Knysh (1924). Les derniers films sont Siberians (1940) - rôle : président de la ferme collective, Great Comforter (1933) - rôle : prisonnier et Horizon (1932) - rôle : Monya.
Plus tard, il dirige l'école technique de cinématographie, devient directeur au studio de cinéma « Mezhrabpom ».
Andreï Gortchiline meurt à Moscou le 22 juillet 1956 à l’âge de 69 ans. Il est inhumé dans le cimetière Danilovsky (Moscou).

## Filmographie sélective

### Comme acteur
- 1924 : Les Aventures extraordinaires de Mr West au pays des bolcheviks, de Lev Koulechov
- 1925 : Le Rayon de la mort, de Lev Koulechov
- 1933 : Le Grand consolateur, de Lev Koulechov

### Comme scénariste
- 1921 : La Faucille et le marteau de Vladimir Gardine